# Station Ahlen (Westfalen)
Station Ahlen (Westfalen) is een spoorwegstation in de Duitse plaats Ahlen. Het station werd in 1847 geopend. 

## Treindienst
| Serie      | Treinsoort                          | Route | Bijzonderheden      |
| ---------- | ----------------------------------- | --- | ------------------- |
| RE 6 (RRX) | Regional-Express (National Express) | Köln/Bonn Luchthaven – Köln Hbf – Neuss Hbf – Düsseldorf Hbf – Duisburg Hbf – Essen Hbf – Bochum Hbf – Dortmund Hbf – Hamm Hbf – Ahlen (Westf) – Gütersloh Hbf – Bielefeld Hbf – Minden (Westf) | Rhein-Weser-Express |
| RB 69      | Regionalbahn (Eurobahn)             | Münster (Westf) Hbf – Hamm (Westf) – Ahlen (Westf) – Gütersloh Hbf – Bielefeld Hbf | Ems-Börde-Bahn      |